# Атаскосита (Тексас)
Атаскосита (енгл. Atascocita) насељено је место без административног статуса у америчкој савезној држави Тексас.

## Демографија
По попису из 2010. године број становника је 65.844, што је 30.087 (84,1%) становника више него 2000. године.
| Група             | 2000.          | 2010.          |
| Белци             | 25.377 (71,0%) | 35.188 (53,4%) |
| Афроамериканци    | 4.648 (13,0%)  | 12.633 (19,2%) |
| Азијати           | 874 (2,4%)     | 1.872 (2,8%)   |
| Хиспаноамериканци | 4.297 (12,0%)  | 15.027 (22,8%) |
| Укупно            | 35.757         | 65.844         |